# Textur (Geologie)
Die Textur ist in der Geologie die räumliche (dreidimensionale) Anordnung von Gefüge-Elementen eines Gesteins sowie die Verteilung, Raumlage und ‑ausfüllung der Gesteinsbestandteile.
Minerale und Mineralaggregate (im Verband zusammenhängende Mineralkörner) können entweder ungeregelt und homogen im Gestein verteilt sein (richtungslos), oder durch Inhomogenitäten flächenhafte oder lineare Gefüge ausbilden, beispielsweise Schlieren oder eine Fluidaltextur.

## Abgrenzung zum Begriff „Struktur“
Die Beschreibung der Textur als Darstellung der Anordnung und Verteilung von Gefügen im Raum ist ein Element der Gesteinsbeschreibung (Petrografie). Abzugrenzen ist sie gegen die ‚Struktur‘, welche die Gesteinsbestandteile auf ihre Form (bzw. Kristallform) und gegenseitige Abgrenzung untersucht (z. B. glasige Struktur, körnig, porphyrisch, ophitisch). Beide Begriffe werden unter dem Terminus ‚Gefüge‘ zusammengefasst, also der allgemeinen Beschreibung der räumlichen Lage der Gemengeteile. Zum Primärgefüge zählt u. a. die Schichtung, zum Sekundargefüge die Schieferung.
Diese Definition gilt im deutschen Sprachraum, während im englischen oder französischen Sprachgebrauch die Begriffe structure und texture teilweise verschiedene oder gegensätzliche Bedeutungen haben.

## Beispiele
Durch Unterschiede im Material oder der Korngröße entsteht in Sedimenten die Schichtung. Eine flächenhafte Textur in metamorphen Gesteinen ist die Foliationstextur eines Glimmerschiefers, in dem eine oder mehrere Schieferungsflächen (Foliationen) das Gestein in zahlreiche dünne Körper zerlegen können. Ebenfalls durch tektonische Deformation entstehen lineare Texturen, so etwa die Auslängung von Gesteinselementen und Mineralen oder die Einregelung der kristallographischen Vorzugsorientierung. Weitere Beispiele sind die Fluidaltextur oder Schlierentextur eines magmatischen Gesteins.